# Dontae Richards-Kwok
Dontae Richards-Kwok (né le 3 janvier 1989 à Toronto) est un athlète canadien, spécialiste du sprint et du relais.

## Biographie
Il fait partie du relais canadien lors des Jeux olympiques à Londres. Le 2 août 2013 à Weinheim il obtient le temps de 38 s 61 avec ses coéquipiers Segun Makinde, Aaron Brown et Justyn Warner, après avoir porté son record personnel à 10 s 12 la même journée (son précédent record était de 10 s 26 le 1er juillet 2013 à Burnaby).
Il est entraîné par Desai Williams au sein du York University Track & Field. Il réside à Mississauga.

## Palmarès
| Date | Compétition               | Lieu   | Résultat | Épreuve   | Temps   |
| ---- | ------------------------- | ------ | -------- | --------- | ------- |
| 2013 | Championnats du monde     | Moscou | 3e       | 4 × 100 m | 37 s 92 |
| 2013 | Jeux de la Francophonie   | Nice   | 2e       | 100 m     | 10 s 46 |
| 2013 | Jeux de la Francophonie   | Nice   | 1er      | 4 × 100 m | 39 s 14 |
| 2014 | Relais mondiaux de l'IAAF | Nassau | 6e       | 4 × 100 m | 38 s 55 |

### Records
| Épreuve              | Performance | Lieu     | Date         |
| -------------------- | ----------- | -------- | ------------ |
| 60 mètres (en salle) | 6 s 61      | Edmonton | 6 mars 2014  |
| 100 mètres           | 10 s 12     | Weinheim | 2 août 2013  |
| 200 mètres           | 20 s 74     | Tempe    | 7 avril 2012 |